# チームA 4th Stage「ただいま恋愛中」
『チームA 4th Stage「ただいま 恋愛中」』（チームエーフォースステージ ただいまれんあいちゅう）は、2007年に行われたAKB48チームA劇場公演の4th Stageである。
本項では、関連する同リバイバル公演などについても記述する。また、公演曲や公演を収録したCDおよびDVDについても記述する。

## 概要
AKB48チームAの4thステージ公演であり、2007年2月から6月まで行われた。ひまわり組公演が開始されるため短期間で終了したが、ひまわり組公演の終了後、2008年4月から10月までリバイバル公演が行われた。
この演目は、AKB48研究生公演、NMB48チームBIIの2nd公演、AKB48チームB公演としても使用された。
2015年12月からHKT48ひまわり組2nd公演として使用されている。2017年5月25日には、AKB48劇場においてAKB48チームBとHKT48ひまわり組による初の合同公演が行われた。

## 公演内容
曲目
1. overture
（作編曲：尾澤拓実、歌：TAZ）
全AKB48公演共通である。
2. ただいま 恋愛中
（作詞：秋元康、作編曲：井上ヨシマサ）
3. くまのぬいぐるみ
（作詞：秋元康、作編曲：Funta）
4. Only today
（作詞：秋元康 作編曲：大内哲也）
5. 7時12分の初恋
（作詞：秋元康、作曲：上杉洋史、編曲：景家淳）
6. 春が来るまで
（作詞：秋元康、作編曲：井上ヨシマサ）
7. 純愛のクレッシェンド
（作詞：秋元康、作曲：宮島律子、編曲：田口智則・稲留春雄）
8. Faint
（作詞：秋元康 作曲：山崎努 編曲：高島智明）
9. 帰郷
（作詞：秋元康、作曲：上杉洋史、編曲：梅堀淳）
10. ダルイカンジ
（作詞：秋元康、作編曲：井上ヨシマサ）
11. Mr. Kissman
（作詞：秋元康、作編曲：井上ヨシマサ）
12. 君が教えてくれた
（作詞：秋元康、作曲：三留一純、編曲：高島智明）
13. BINGO!
（作詞：秋元康、作曲：成瀬秀樹、編曲：大内哲也）
14. 軽蔑していた愛情
（作詞：秋元康、作編曲：井上ヨシマサ）

アンコール
1. LOVE CHASE
（作詞：秋元康、作編曲：藤澤健至）
2. 制服が邪魔をする
（作詞：秋元康、作編曲：井上ヨシマサ）
3. なんて素敵な世界に生まれたのだろう
（作詞：秋元康、作編曲：井上ヨシマサ）

※NMB48 チームBII 2nd公演では、「overture」が「overture（NMB48 ver.）」となり、「制服が邪魔をする」が「チームBIIメドレー」となる。なお「チームBIIメドレー」の演奏は、「てっぺんとったんで!」、「純情U-19」、「場当たりGO!」、「僕らのユリイカ」の順となる。
演出
振り付け担当：夏まゆみ

## AKB48 チームA 4th Stage「ただいま 恋愛中」公演
公演期間
2007年2月25日 - 6月26日
出演メンバー
板野友美・大江朝美・大島麻衣・川崎希・小嶋陽菜・駒谷仁美・佐藤由加理・篠田麻里子・高橋みなみ・戸島花・中西里菜・成田梨紗・星野みちる・前田敦子・増山加弥乃・峯岸みなみ
ユニット曲担当
- 7時12分の初恋（前田、大江、成田、駒谷、増山）
- 春が来るまで（星野、大島）
- 純愛のクレッシェンド（高橋、小嶋、峯岸）
- Faint（板野、川崎、戸島）
- 帰郷（篠田、佐藤、中西）※楽曲に合わせて、地方出身者で組まれている。

## AKB48 チームA 4th Stage「ただいま 恋愛中」リバイバル公演
公演期間
2008年4月20日 - 10月11日
出演メンバー
板野友美・大江朝美・大島麻衣・川崎希・小嶋陽菜・駒谷仁美・佐藤亜美菜・佐藤由加理・篠田麻里子・高橋みなみ・戸島花・中西里菜・成田梨紗・藤江れいな・前田敦子・峯岸みなみ
※宮崎美穂が2008年7月13日に、北原里英が2008年7月30日に研究生から昇格したが、当公演期間中はアンダー（代理出演）の扱いだった。
ユニット曲担当
- 7時12分の初恋（前田、大江、成田、駒谷、藤江）
- 春が来るまで（佐藤亜、大島）
- 純愛のクレッシェンド（高橋、小嶋、峯岸）
- Faint（板野、川崎、戸島）
- 帰郷（篠田、佐藤由、中西）

## AKB48 研究生公演「ただいま 恋愛中」
公演期間
2008年5月22日 - 10月7日
出演メンバー
石田晴香・内田眞由美・瓜屋茜・大家志津香・北原里英・小原春香・指原莉乃・近野莉菜・冨田麻友・中田ちさと・中塚智実・中西優香・仁藤萌乃・畑山亜梨紗・藤江れいな・藤本紗羅・宮崎美穂
※宮崎は2008年7月13日付でチームAに昇格。北原は2008年7月30日付でチームAに昇格。指原は2008年8月2日付でチームBに昇格。仁藤は2008年8月5日付でチームBに昇格。中西は2008年8月26日付で卒業(SKE48へ移籍)。
ユニット曲担当
- 7時12分の初恋（石田or内田 → 内田、瓜屋、畑山、藤本、藤江）
- 春が来るまで（小原、冨田）
- 純愛のクレッシェンド（北原、近野、宮崎）
- Faint（指原、中西 → 石田、仁藤）
- 帰郷（大家、中田、中塚）

## NMB48 チームBII 2nd Stage「ただいま 恋愛中」公演
公演期間
2013年11月1日 - 2014年4月15日
出演メンバー
赤澤萌乃・石塚朱莉・井尻晏菜・植田碧麗・梅原真子・太田夢莉・加藤夕夏・上枝恵美加・日下このみ・久代梨奈・黒川葉月・河野早紀・小林莉加子・室加奈子・薮下柊・山内つばさ
初演から小林が長期休業中に伴い15人体制となったため、サポートメンバーとして研究生1名が出演する。小林は2013年12月9日の公演から出演。2014年1月20日からは山内が足の怪我のため長期休業を発表したことに伴い再び15人体制となった。梅原は2014年3月2日付で卒業。山内は2014年4月12日より再出演。小林は2014年4月20日付で卒業。

ユニット曲担当
- 7時12分の初恋（薮下、井尻、植田、山内、小林）
- 春が来るまで（太田、久代）
- 純愛のクレッシェンド（室、上枝、黒川）
- Faint（加藤、石塚、日下）
- 帰郷（赤澤、梅原、河野）

## HKT48 ひまわり組 2nd Stage「ただいま 恋愛中」公演
公演期間
2015年12月19日 - 2020年3月30日（新型コロナウイルスの影響で長期休止となっていたが、再開の目処が立たぬまま2022年7月に正式に打ち切りが決定された。千秋楽公演も行われていない。）
出演メンバー
1. 秋吉優花・穴井千尋・井上由莉耶・今村麻莉愛・多田愛佳・神志那結衣・兒玉遥・坂口理子・坂本愛玲菜・指原莉乃・下野由貴・田中優香・田中美久・冨吉明日香・松岡はな・宮脇咲良
2. 今田美奈・宇井真白・梅本泉・岡本尚子・熊沢世莉奈・栗原紗英・田島芽瑠・田中菜津美・朝長美桜・松岡菜摘・村川緋杏・山内祐奈・山下エミリー・山田麻莉奈・山本茉央・若田部遥
3. 荒巻美咲・伊藤来笑・岩花詩乃・植木南央・上野遥・岡田栞奈・駒田京伽・筒井莉子・深川舞子・渕上舞・村重杏奈・本村碧唯・矢吹奈子
4. 外薗葉月
5. 運上弘菜・小田彩加・堺萌香・清水梨央・武田智加 ・地頭江音々・月足天音・豊永阿紀・松本日向・宮崎想乃

全体を3班に分け、初日からの3公演（12月19・21・22日）で順次出演させた。3日目以降メンバーは全て混合。
外薗は、足の疲労骨折で2015年11月から活動を休止していたため、回復を待って自身の生誕祭を兼ねた2016年1月21日の公演から出演。
梅本は、2日目と4日目（12月26日の昼夜2回公演）のみ出演し、2015年12月31日で卒業。伊藤は2016年2月29日で卒業。岡田は2016年3月22日で卒業。穴井は2016年7月31日で卒業。
武田・地頭江は、2016年9月29日の公演から出演。松本は、2016年10月22日の公演から出演。堺・月足は、2016年11月9日の公演から出演。小田・清水は、2016年11月11日の公演から出演。
運上・豊永・宮崎は、2016年12月5日の公演から出演。

ユニット曲担当
- 7時12分の初恋
  - 松岡は・田島・植木・村川・坂本・指原
  - 今村・朝長・岩花・武田
  - 坂本・宇井・矢吹・清水
  - 田中美・田中菜・荒巻・上野
  - 井上・山下・筒井・堺

- 春が来るまで
  - 穴井・山田・坂本・外薗・神志那
  - 兒玉・熊沢・上野・渕上・栗原

- 純愛のクレッシェンド
  - 宮脇・岡本・村重・山下・田中菜
  - 神志那・松岡菜・岡田・栗原・村川・上野・月足
  - 田中優・若田部・本村・山本・荒巻・松本

- Faint
  - 指原・栗原・深川・森保・井上・地頭江・下野
  - 下野・梅本・松岡は・外薗・豊永
  - 坂口・山内・伊藤・岩花・宮崎

- 帰郷
  - 秋吉・村川・山内・小田
  - 冨吉・山本・渕上・筒井・運上
  - 多田・今田・駒田・外薗・田中優・今村

## AKB48 木﨑チームB「ただいま 恋愛中」公演
公演期間
2015年12月26日 - 2018年5月28日
出演メンバー
岩佐美咲・内山奈月・梅田綾乃・大島涼花・柏木由紀・加藤玲奈・木﨑ゆりあ・後藤萌咲・坂口渚沙・竹内美宥・達家真姫宝・田名部生来・福岡聖菜・馬嘉伶・矢吹奈子・横島亜衿・渡辺麻友・渡辺美優紀
高橋希良・西川怜・山邊歩夢（チームBドラフト研究生）
大和田南那・佐々木優佳里・田北香世子・平田梨奈（チームAメンバー）
市川愛美・下口ひなな・鈴木まりや・中田ちさと・久保怜音（チームKメンバー・ドラフト研究生）
飯野雅・伊豆田莉奈・岩立沙穂・大川莉央・岡田彩花・川本紗矢・北澤早紀・込山榛香・佐藤妃星・村山彩希（チーム4メンバー）
小田えりな・髙橋彩音・吉川七瀬（チーム8メンバー）
下野由貴（HKT48・チームKIVメンバー）
※竹内・高橋・山邊は2016年1月8日から、西川は同年3月4日から本公演の演目に出演。
※馬は台湾留学生として2016年2月21日に加入、同年4月17日から本公演の演目に出演。
※大和田・佐々木・平田・佐藤は2016年4月17日の公演から、中田・込山は同年4月19日の公演から、鈴木は同年4月26日の公演から、伊豆田・岡田・村山は同年5月14日の公演から、大川は同年5月18日の公演から、飯野は同年8月26日の公演から、下口・久保は同年10月20日の公演から、川本は2017年6月5日の公演から、髙橋・吉川は2017年6月30日の公演から、それぞれ出演。
※市川は2016年10月22日の公演に、田北は2017年6月5日の公演に、岩立・北澤は同年6月8日の公演に、小田は2017年6月30日の公演に、下野は2017年8月1日の公演にそれぞれ出演。
※内山は2016年1月31日の卒業公演が最終出演となり、同年2月21日に卒業。岩佐は2016年3月14日の卒業公演が最終出演となり、同年5月21日に卒業。梅田は2017年3月11日の公演が最終出演となり、同年3月22日に卒業。高橋は2017年4月10日の公演が最終出演となり、同年4月11日に卒業。横島は2017年6月5日の卒業公演をもって卒業。大島は2017年6月8日の卒業公演をもって卒業。田名部は2017年6月26日の卒業公演が最終出演となり、同年7月23日に卒業。
※渡辺美は公演初日のみ出演し、NM48卒業に伴い、2016年8月9日をもって兼任終了。
※公演開始時点でチームBメンバーだった小林香菜は、本公演に1度も出演することなく卒業した。

ユニット曲担当（各曲各ポジションから1名ずつ出演）
- 7時12分の初恋
  - 矢吹・高橋・込山・久保・川本・岩立
  - 福岡・大和田・山邊・大川・西川・高橋・佐藤
  - 坂口・山邊
  - 達家・馬・岡田
  - 後藤・高橋・佐藤・西川・村山・達家・久保・佐々木

- 春が来るまで
  - 柏木・後藤・達家
  - 渡辺麻・後藤・横島

- 純愛のクレッシェンド
  - 加藤・福岡
  - 岩佐・大島・佐々木・中田・鈴木・村山・福岡・達家・高橋・田北・北澤・下野
  - 田名部・平田・村山・飯野・髙橋

- Faint
  - 木﨑・梅田・横島・市川・西川・竹内
  - 渡辺美 → 竹内・横島・後藤
  - 梅田・平田・込山・岡田・飯野・後藤・吉川

- 帰郷
  - 内山 → 西川・伊豆田・高橋・飯野・達家
  - 横島・高橋・下口
  - 大島 → 村山・高橋・小田

※2015年12月26日の初日公演では、overtureの前にドラフト研究生3人が前座ガールズとして「天使のしっぽ」（3rd Stage「パジャマドライブ」公演の楽曲）を披露した。また、2016年3月4日と3月15日の公演では、overtureの前に台湾留学生の馬が前座ガールとして「ロマンスかくれんぼ」（5th Stage「シアターの女神」公演の楽曲）を披露した。

## JKT48 チームJ 4th Stage「ただいま 恋愛中」公演
インドネシア語での公演名称は「Sekarang sedang Jatuh Cinta」
公演期間
2017年5月19日 - 2019年3月1日
出演メンバー（初日メンバー）
デラ・デリラ、デナ・シティ・ロヒャティ、デフィ・キナル・プトゥリ、ドゥイ・プトゥリ・ボニタ、フェニ・フィトゥリヤンティ、ガブリエラ・マルガレット・ワラオー、メロディー・ヌランダニ・ラクサニ、ミシェル・クリスト・クスナディ、プリシリア・サリ・デウィ、リスカ・ファイルニッサ、サクティア・オクタピアニ、シャニア・ジュニアナタ、シンカ・ジュリアニ、シャフィラ・アンジェラ・ヌルハリザ、タリア・イファンカ・エリサベス、フィフィヨナ・アプリアニ
ユニット曲担当（初日プログラム）
- 7時12分の初恋（タリア、シャフィラ、シンカ、フェニ、ガブリエラ）
- 春が来るまで（ミシェル、ドゥイ）
- 純愛のクレッシェンド（シャニア、フィフィヨナ、リスカ）
- Faint（メロディ、デフィ、デラ）
- 帰郷（デナ、プリシリア、サクティア）

## AKB48 17期研究生「ただいま 恋愛中」公演
新型コロナウィルス感染症の流行で出演メンバー数を8人に制限した公演としてスタートした。
公演期間
2022年9月4日 -
出演メンバー（初日公演）
佐藤綺星・橋本恵理子・畠山希美・平田侑希・布袋百椛・正鋳真優・水島美結・山﨑空（公演の最後に太田有紀・小濱心音）
ユニット曲担当
- 7時12分の初恋（佐藤、橋本、布袋、正鋳、山﨑）
- 春が来るまで（畠山、平田）
- 純愛のクレッシェンド（正鋳、水島、山﨑）
- Faint（佐藤、畠山、平田）
- 帰郷（橋本、布袋、水島）

## AKB48 18期研究生「ただいま 恋愛中」公演
17期研究生公演に引き続き、出演メンバー数を8人に制限した公演としてスタートした。
公演期間
2023年7月2日 -
出演メンバー（初日公演）
秋山由奈・新井彩永・工藤華純・久保姫菜乃・迫由芽実・成田香姫奈・八木愛月・山口結愛
ユニット曲担当
- 7時12分の初恋（秋山、工藤、久保、迫、山口）
- 春が来るまで（成田、八木）
- 純愛のクレッシェンド（新井、久保、山口）
- Faint（秋山、成田、八木）
- 帰郷（新井、工藤、迫）

## スタジオ収録CD
公演曲を公演メンバーがスタジオ収録したものである。

### チームA 4th Stage「ただいま恋愛中」（CD）
収録メンバー
板野友美・大江朝美・大島麻衣・川崎希・小嶋陽菜・駒谷仁美・佐藤由加理・篠田麻里子・高橋みなみ・戸島花・中西里菜・成田梨紗・星野みちる・前田敦子・増山加弥乃・峯岸みなみ
収録曲
1. overture
2. ただいま 恋愛中
3. くまのぬいぐるみ
4. Only today
5. 7時12分の初恋（歌：前田、大江、成田、駒谷、増山）
6. 春が来るまで（歌：星野、大島）
7. 純愛のクレッシェンド（歌：高橋、小嶋、峯岸）
8. Faint（歌：板野、川崎、戸島）
9. 帰郷（歌：篠田、佐藤、中西）
10. ダルイカンジ
11. Mr. Kissman
12. 君が教えてくれた
13. BINGO!
14. 軽蔑していた愛情
15. LOVE CHASE
16. なんて素敵な世界に生まれたのだろう

※Disc 2は、各楽曲のオフヴォーカルバージョンを収録。

### Team BII 2nd Stage「ただいま恋愛中」
収録メンバー
赤澤萌乃、石塚朱莉、井尻晏菜、植田碧麗、梅原真子、太田夢莉、加藤夕夏、上枝恵美加、日下このみ、久代梨奈、黒川葉月、河野早紀、室加奈子、薮下柊、山内つばさ、渋谷凪咲（研究生）
収録曲
1. overture
2. ただいま 恋愛中
3. くまのぬいぐるみ
4. Only today
5. 7時12分の初恋（歌：薮下、井尻、植田、山内、渋谷）
6. 春が来るまで（歌：太田、久代）
7. 純愛のクレッシェンド（歌：室、上枝、黒川）
8. Faint（歌：加藤、石塚、日下）
9. 帰郷（歌：赤澤、梅原、河野）
10. ダルイカンジ
11. Mr. Kissman
12. 君が教えてくれた
13. BINGO!
14. 軽蔑していた愛情
15. LOVE CHASE
16. なんて素敵な世界に生まれたのだろう

## 劇場公演DVD

### チームA 4th Stage「ただいま 恋愛中」（DVD）
収録メンバー
板野友美・大江朝美・大島麻衣・川崎希・小嶋陽菜・駒谷仁美・佐藤由加理・篠田麻里子・高橋みなみ・戸島花・中西里菜・成田梨紗・星野みちる・前田敦子・増山加弥乃・峯岸みなみ
収録曲
1. overture
2. ただいま 恋愛中
3. くまのぬいぐるみ
4. Only today
5. 7時12分の初恋（歌：前田、大江、成田、駒谷、増山）
6. 春が来るまで（歌：星野、大島）
7. 純愛のクレッシェンド（歌：高橋、小嶋、峯岸）
8. Faint（歌：板野、川崎、戸島）
9. 帰郷（歌：篠田、佐藤、中西）
10. ダルイカンジ
11. Mr. Kissman
12. 君が教えてくれた
13. BINGO!
14. 軽蔑していた愛情
15. LOVE CHASE
16. 制服が邪魔をする
17. なんて素敵な世界に生まれたのだろう
18. ガンバレ!（歌：星野みちる、作詞：秋元康、作曲：星野みちる、編曲：勝又隆一）

## セルフカバーなど
- 制服が邪魔をする（AKB48 2ndシングル）
- 軽蔑していた愛情（AKB48 3rdシングル）
- BINGO!（AKB48 4thシングル）
- Only today（AKB48 4thシングル・カップリング）
- 純愛のクレッシェンド（ノースリーブス1stアルバム）
- 帰郷（岩佐美咲1stシングル・カップリング）